# Station Saint-Jodard
Station Saint-Jodard is een spoorwegstation in de Franse gemeente Saint-Jodard.